# Codelco
CODELCO (Corporación Nacional del Cobre de Chile — em português:  Corporação Nacional do Cobre do Chile) é a empresa estatal chilena de mineração de cobre. Formada em 1976 a partir de companhias estrangeiras de cobre que foram nacionalizadas pelo governo chileno em 1971.
A sede da companhia fica em Santiago e seu conselho administrativo é nomeado pelo Presidente da República. O conselho é composto pelos ministros de Mineração e outros seis outros membros, incluindo o ministro das Finanças e um representante de cada uma das federações de trabalhadores de cobre.
Atualmente, a Codelco é a maior empresa produtora de cobre do mundo e produziu 1,66 milhão de toneladas do metal em 2007, 11% de toda a produção mundial. A empresa possui as maiores reservas conhecidas de cobre do mundo e, no final de 2007, tinha reservas e recursos de 118 milhões de toneladas de cobre em seu plano de mineração, suficiente para garantir mais de 70 anos de atuação nos níveis de produção atuais. A empresa também identificou recursos adicionais de 208 milhões de toneladas de cobre, embora não se possa dizer o quanto isso pode revelar-se em montantes financeiros.
O principal produto da Codelco é cátodo de cobre. Ela é também um dos maiores produtores de molibdênio do mundo, produzindo 27.857 toneladas métricas finas em 2007, além de ser um grande produtor de rênio, do qual o Chile é o maior produtor mundial.